# Robert da Silva Almeida
Robert da Silva Almeida (født 3. april 1971) er en tidligere brasiliansk fodboldspiller.

## Brasiliens fodboldlandshold
| Brasiliens landshold | Brasiliens landshold | Brasiliens landshold |
| År                   | Kmp                  | Mål                  |
| -------------------- | -------------------- | -------------------- |
| 2001                 | 3                    | 0                    |
| Total                | 3                    | 0                    |